# Habsburg–Tescheni Vilmos Ferenc Károly főherceg
Habsburg–Tescheni Vilmos Ferenc Károly főherceg, Erzherzog Wilhelm Franz Karl von Österreich-Teschen (Bécs, 1827. április 21. – Weikersdorf, Alsó-Ausztria (ma Baden része), 1894. július 29.), osztrák főherceg, Károly főherceg negyedik fia, altábornagy, 1864-től a császári-királyi tüzérség főfelügyelője, 1863–1894 között a Német Lovagrend 57. nagymestere.

## Élete

### Származása, testvérei
Édesapja Károly főherceg (1771–1847), Teschen első hercege volt, II. Lipót német-római császár, magyar és cseh király és Mária Ludovika császárné harmadik fia. Édesanyja Henrietta Alexandrina nassau–weilburgi hercegnő (1797–1829), Frigyes Vilmos nassau–weilburgi herceg (1768–1816) és Lujza Izabella kirchbergi várgrófnő (Burggräfin) leánya volt. Hét gyermekük közül Vilmos volt a legfiatalabb, a negyedik életben maradt fiú. A testvérek: 
- Mária Terézia Izabella főhercegnő (1816–1867), aki később II. Ferdinánd nápoly-szicíliai király feleségeként Nápoly és Szicília királynéja lett.
- Albert (Albrecht) főherceg  (1817–1895), Teschen második hercege, tábornagy, főhadparancsnok. Mint Károly főherceg elsőszülött fia, apja halála után (1847-ben) örökölte a hatalmas birtokadományt és Teschen második hercegének címét.
- Károly Ferdinánd főherceg (1818–1874), akinek fiait Albert fogadta örökbe. Legidősebb fia, Frigyes főherceg tábornagy 1914–1917 között az Osztrák–Magyar Monarchia haderejének főparancsnoka lett.
- Frigyes Ferdinánd Lipót főherceg (1821–1847) ellentengernagy), a londoni szövetség Szíria elleni 1840-es hadjáratának hőse.
- Rudolf Ferenc főherceg (*/† 1822), születésekor meghalt.
- Mária Karolina Lujza Krisztina főhercegnő (1825–1915), aki az ifjabb Rainer (Ferdinánd) osztrák főherceghez, az id. Rainer főherceg és Savoyai Mária Erzsébet carignanói hercegnő fiához ment feleségül.
- Vilmos főherceg (1827–1894) altábornagy, a Német Lovagrend nagymestere.

Vilmos főherceg apja, Károly főherceg 1809 májusában az asperni csatában legyőzte Napóleont, és jelentős része volt az 1813-as Népek Csatájában is, amely a Francia Császárság bukásához vezetett. Károly főherceget hadvezéri érdemeiért I. Ferenc császár Teschen első hercegének méltóságába emelte. Károly főherceg 1847-ben bekövetkezett halála után a tescheni hercegi címet és a hatalmas birtokadományt elsőszülött fia, Vilmos bátyja, Albert főherceg örökölte.

### Pályafutása

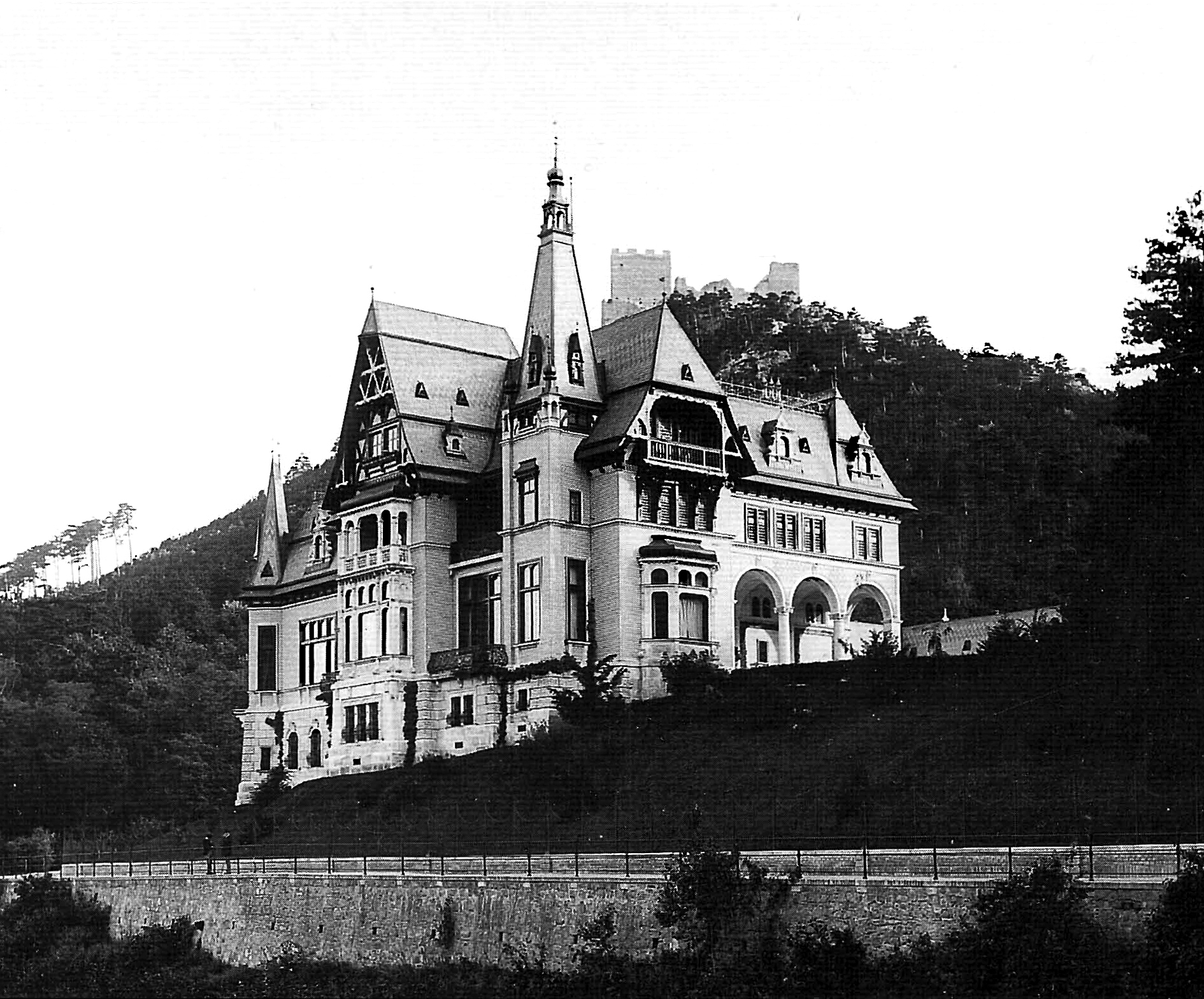
Az Eugén-Villa Baden közelében, 1891.

1829-ben mindössze kétéves volt, amikor édesanyja, Henriette főhercegné meghalt. Nevelését bátyja, Albert főherceg vette kézbe, aki a katonai pálya felé orientálta öccsét. 1842-ben belépett a hadseregbe, a tüzérséghez. Még ugyanabban az évben, augusztus 1-jén kinevezték a 12. gyalogezred tulajdonosává, amely ettől kezdve az ő nevét viselte (Erzherzog Wilhelm), és három napra rá, augusztus 4-én ezredessé léptették elő. Folytatta katonai tanulmányait.
1845. október 11-én belépett a Német Lovagrendbe, 1846. november 12-én a bécsi Hofburg melletti templomban (Kirche am Hof) letette a lovagi fogadalmat. A Rend Nagytanácsa rövidesen (november 23-án) a Rend koadjutorává, a nagymester kijelölt utódjává választotta.
1847. április 29-én vezérőrnaggyá léptették elő. 1848-ban az új császár, Ferenc József trónra lépésekor Szentpétervárra küldték a császár üzenetével (tárgyalásain felvetődhetett az 1848–49-es forradalom és szabadságharc elleni esetleges orosz beavatkozás lehetősége, amelyre majd 1849-ben került sor. Ferenc József felszólítására Vilmos főherceg önkéntesként (!) vonult be az észak-itáliai haderőhöz, 1849-ben Velence alatt harcolt. Mint hadsereg-felügyelő, többször utazott hivatalos megbízással a Német Szövetség ügyeiben Berlinbe és Münchenbe.
1854 februárjában súlyosan megbetegedett tífuszban. Csak április végén gyógyult fel, ekkor rendtársaival együtt elzarándokolt az alsó-ausztriai Maria Taferl kegyhelyre (Melk közelében). Május 28-án Bécsben népünnepélyt rendeztek a nagy közkedveltségnek örvendő főherceg felgyógyulása (és névnapja) alkalmából. Az egykori Unger kaszinóban (Bécs 17. kerületében, Hernalsban, a mai Alserstrasse metróállomás helyén) mutatta be az ifjabb Johann Strauss (1825–1899) új művét, a Vilmos főherceg felgyógyulása alkalmából írt indulóját („Erzherzog Wilhelm Genesungs Marsch”, Opus. 149).
1854. szeptember 10-én Vilmos főherceget kinevezték a 6. tábori tüzérezred tulajdonosává. Kiváló tüzérségi parancsnoknak bizonyult. 1857. március 1-jén kinevezték a császári-királyi hadseregfőparancsnokság vk. főnökének (Chef des k.k. Armee-Oberkommandos) és március 7-én altábornagyi kinevezést kapott. 1855-ben, I. Miklós orosz cár elhunytakor, ismét Szentpétervárra utazott, Ferenc József részvétét tolmácsolni.
1859-ben kinevezték az cs.-kir. 1. hadsereg tábori tüzérségének parancsnokává. E minőségében vett részt az 1859-es itáliai hadjáratban. A június 24-i solferinói csatában ő irányította Franz von Wimpffen gróf, táborszernagy (1797–1870) 1. hadseregének tüzérségi ütegeit. Itáliából visszatérve ismét a hadsereg főparancsnokságát vette át. 1860-1862 között Vilmos főherceg a teljes itáliai haderő tábori tüzérségének főfelügyelője volt. 1862-ben a mainzi szövetségi erőd (Bundesfestung) parancsnokságával bízták meg. 1864-ben kinevezték az egész császári-királyi tüzérség főfelügyelőjének (k.k. Artillerie-Generalinspektor).

### A Német Lovagrend nagymestere
1863-ban Miksa József főherceg, a Német Lovagrend nagymestere (Hoch- und Deutschmeister) elhunyt, utódja Vilmos főherceg lett. Beiktatása július 25-én történt. Ezt a tisztséget haláláig (1894-ig) viselte. A rend 57. nagymestereként főleg a rend „lovagi”, mint egyházi vonatkozásai érdekelték. Nevéhez főleg a rend egészségügyi intézményeinek kiépítése, a hadsereg tábori kórházi hálózatának fejlesztése fűződik, ehhez a császári háztól is jelentős péntámogatást szerzett. Ugyanebben az évben Vilmos főherceget, Nagymesteri minőségében kinevezték a császári-királyi 4. Hoch- und Deutschmeister gyalogezred tulajdonosáva.

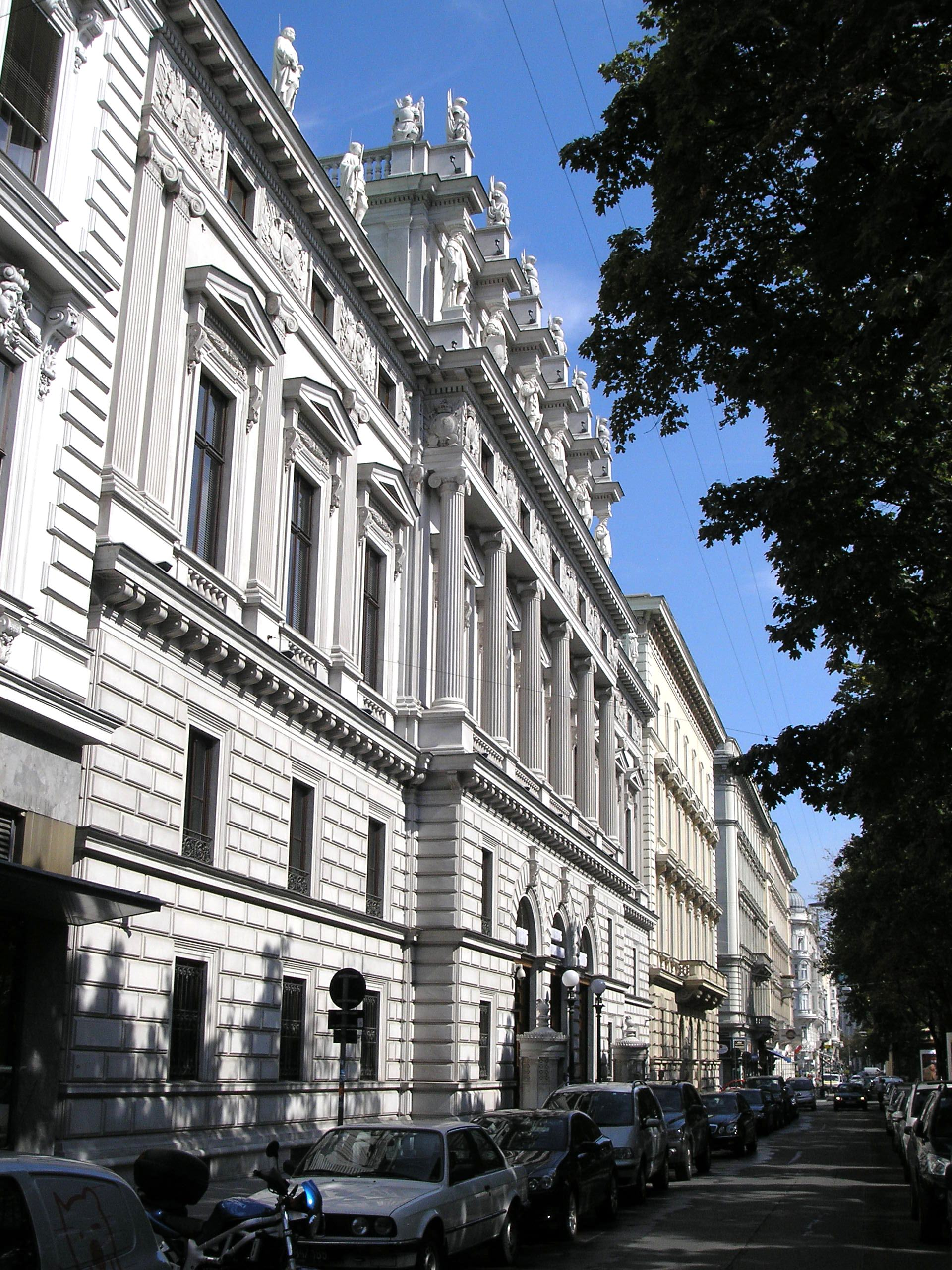
Vilmos főherceg palotája Bécsben, a Parkringen.

1864–1868 között Vilmos főherceg megbízásából Theophil von Hansen műépítész impozáns neoreneszánsz palotát (Erzherzog Wilhelm Palais) épített a bécsi Parkringen. Az épület jellegzetessége, hogy nincsenek benne lakosztályok az úrnő számára (mivel az építtető, lovagi fogadalma értelmében nőtlen életre kötelezte magát), viszont komoly méretű istállók, és lovak elhelyezésére szolgáló terek készültek benne, mert a nagymester és kísérete általában lovon közlekedett. 1870-ben a főherceg-nagymester eladta a Parkringen álló palotáját a Német Lovagrendnek, amely itt rendezte be központját és a nagymester hivatalát. A palotát ezután Deutschmeister-Palais-nak is nevezték.
Vilmos főherceg az 1866-os porosz–osztrák háborúban altábornagyi rangban vett részt, ő volt a Benedek Lajos táborszernagy parancsnoksága alatt a poroszok ellen operáló Északi Hadsereg (Nordarmee) tüzérségének parancsnoka. 1866. július 3-án a königgrätzi csatában súlyos fejsérülést kapott. 1867. január 4-én táborszernaggyá (Feldzeugmeister) léptették elő.

### Halála
1894-ben Vilmos főherceg 67 éves korában Baden mellett, weikersdorfi birtokán (Alsó-Ausztria) lovasbaleset áldozata lett. A frissen villamosított Bécs–Baden vasútvonal mellett lova megbokrosodott, levetette magáról, és súlyos fejsérülésébe még aznap, július 29-én belehalt. Nőtlenül élt, gyermeke nem volt. A Habsburg-család hagyományos nyughelyén, a bécsi kapucinusok templomának kriptájában temették el. Utódjául a Német Lovagrend nagymesteri székében unokaöccsét, Habsburg–Tescheni Jenő főherceget választották, ő lett a Rend utolsó világi nagymestere.

## A bécsi nagymesteri palota további sorsa
A Vilmos főherceg által épített neoreneszánsz palota (Bécs, 1. kerület, Parkring 8) a Német Lovagrend nagymestereinek palotája maradt a Rend ausztriai feloszlatásáig, amely 1938-ban következett be, Ausztria német megszállása, az „Anschluss” után. Az új hatalom lefoglalta a palotát, az utolsó nagymestert (Jenő főherceget) kiköltöztették, az épület Bécs város tulajdonába került. 1942-ben a rendőrhatóság bérelte a palotát a fővárostól. A háború után a Bécsi Szövetségi Rendőrség Igazgatósága (Wiener Bundespolizeidirektion) költözött bele, majd 1981-ben az OPEC vásárolta meg. A bécsi Parkring legjelentősebb műemlék-középülete, a nagy léptékű felújítás után ma az OPEC Funds reprezentatív bécsi központja.

## Emléke
- A Bécs II. kerületében (Leopoldstadt), a Vorgartenstassén 1894–1896 között felépült tüzérségi laktanya (Erzherzog-Wilhelm-Kaserne) a főherceg nevét viselte, 2005-ös lebontásáig. A vele egyidőben, mellette felépült, Albert főherceg-laktanyával (Erzherzog-Albrecht-Kaserne) együtt a bécsiek gyakran nevezték ezeket „Práter-kaszárnyáknak” (Praterkasernen).
- Nevét viselte a császári-királyi 3. sz. „Erzherzog Wilhelm” tábori tarackos ezred (Feldhaubitzenregiment), amelyet 1854-ben alapítottak Marburg an der Drau-ban (ma: Maribor, Szlovénia).